# Pat Scully
Pour les articles homonymes, voir Scully.
Patrick Joseph Scully, né le 23 juin 1970 à  Dublin en Irlande, est un ancien joueur et entraineur de football irlandais. Défenseur central formé dans le club d'Arsenal FC, il a fait la plus grande partie de sa carrière de joueur en Angleterre avant de revenir jouer en Irlande. Il a été sélectionné dans les équipes d’Irlande des moins de 18 ans et des moins de 21 ans ainsi qu’en équipe d’Irlande B.
Il est cousin avec Jeff Kenna, lui aussi footballeur international irlandais.

## Sa carrière de joueur
Pat Scully a été membre du centre de formation du club londonien d’Arsenal FC. Il fait alors partie de l’équipe des jeunes d’Arsenal qui remporte en 1998 la Coupe d’Angleterre des moins de 18 ans. Il n’intègre toutefois jamais l’équipe première. Après avoir été prêté successivement à Preston North End et Northampton Town, il est recruté par Southend United en janvier 1991 pour 100 000£. Il joue régulièrement pour le club avant de rejoindre Huddersfield Town en mars 1994.
Deux ans plus tard il retourne en Irlande et signe pour le Shelbourne FC. Alors qu’il est capitaine de l’équipe, le club est une des forces majeures du football irlandais. En 1997-1998 il est élu Footballeur irlandais de l'année.
En juin 2001 il signe aux Shamrock Rovers. Après avoir joué son premier match avec le maillot vert et blanc le 12 août 2001 contre Dundalk FC, il devient rapidement capitaine de l’équipe. Il forme une paire d’arrières centraux redoutée avec Terry Palmer. Le club se qualifie pour la finale de la Coupe d'Irlande de football mais perd le match contre Derry City FC. Placé sur la liste des joueurs transférables par l’entraîneur Liam Buckley avec lequel il a eu quelques démêlés, il joue son dernier match le 23 novembre 2008 contre Longford Town.
Pat Scully joue une dernière saison avec Drogheda United avant de clore sa carrière de joueur.
Il a été nommé le meilleur joueur de l’année dans trois clubs différents : Southend United, Huddersfield Town et Shelbourne FC.

## Sa carrière d’entraîneur
Désireux de rester dans le monde du football après sa carrière de joueur, Pat Scully se voit proposer le poste d’entraîneur par Kilkenny City AFC. Il prend en main l’équipe du club au début de la saison 2005. Même si la saison semble bien se dérouler, le club ne peut se qualifier pour les play-offs qualifications pour la première division.
Les performances de l’équipe de Scully attirent l’attention des dirigeants des Shamrock Rovers qui doivent faire face à une restructuration complète du club. Le club a été repris par une association de supporters qui a repris l’ensemble des dettes du club afin de le maintenir en vie. Roddy Collins, alors à la tête du club demande à Scully de prendre en main l’équipe qui vient d’être reléguée administrativement en First Division, le deuxième niveau national. Scully arrive au club en amenant avec lui quelques joueurs de Kilkenny et recrutés à Kildare County F.C.. Le nouveau Shamrock Rovers commence la saison par une victoire contre Dundalk FC. Il occupe ensuite la première place du classement de la première à la dernière journée de la saison pour réintégrer la Premier Division. Pat Scully a alors la réputation d’être un entraîneur d’avenir en Irlande. La première saison dans l’élite est elle aussi une réussite avec une belle 5e place, même si l’équipe s’est un peu éteinte dans les tout derniers matchs du championnat.
Le contrat liant Scully et les Rovers est rompu par consentement mutuel le 14 octobre 2008. 
Pat Scully part alors vers Limerick et devient l’entraîneur du Limerick Football Club en mars 2009. Il quitte ses fonctions en novembre 2012.

## Palmarès
Joueur
- Championnat d'Irlande de football : 1 
  - Shelbourne FC : 1999-2000
- Coupe d'Irlande de football : 1 
  - Shelbourne : 2000
- Joueur de l'année (joueurs professionnels) : 1
  - Shelbourne FC : 1997/98

Entraîneur
- Championnat d'Irlande deuxième division : 1
  - Shamrock Rovers : 2006

## Sources
- (en) Stephen McGarrigle, The Complete who's who of Irish international football : 1945-1996, Edimbourg, Mainstream Publishing, octobre 1996, 237 p. (ISBN 1-85158-894-9), p. 171